# 抖音

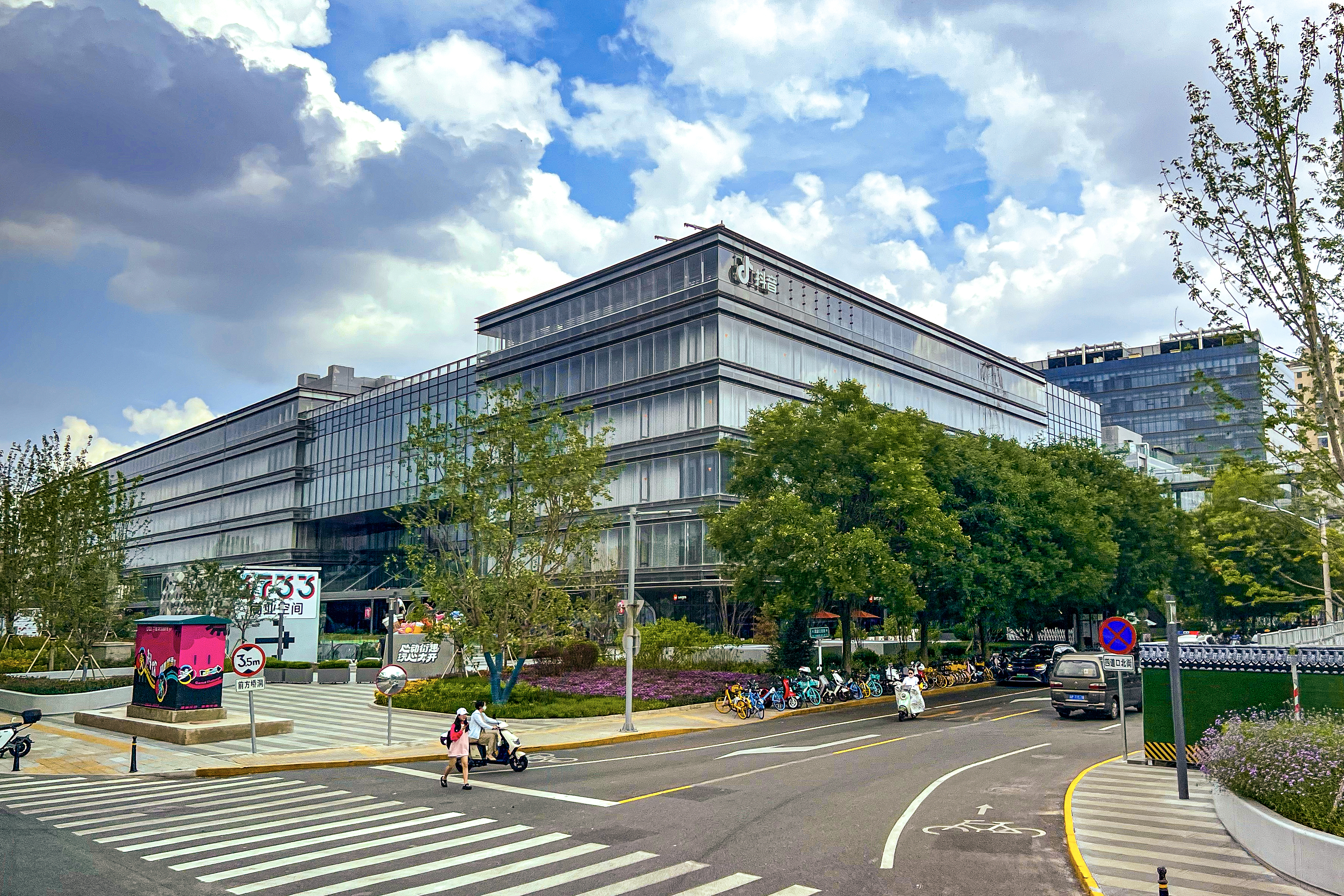
位于北京大鐘寺站西侧的抖音总部园区（1733商业空间）

抖音（Douyin）是智能手机短视频社交應用程式，直播电商团购平台，由中國大陸字节跳动公司所創辦，主要面向中国大陆、香港和澳门地区營運。抖音用户可錄製15秒至1分钟、3分鐘或者更长10分鐘內的視頻，也能上传视频、照片等。到達一定粉絲可以開啟直播，收取觀眾的打賞，平台會抽走一定的打賞。抖音自2016年9月20日由字节跳动孵化上線，定位為適合中國大陸年輕人的音樂短视频社區，應用為垂直音樂的UGC短視頻，2017年以來獲得用户規模快速增長。2020年3月18日，抖音上线团购功能，扩大了抖音的商业版图：餐饮业、酒店业、零售业等行业的商家可通过认证为企业号用户，创建植入直播和短视频中的团购活动，对于用户而言，团购则意味着可以通过更低的价格购买商品和服务。

## 历史

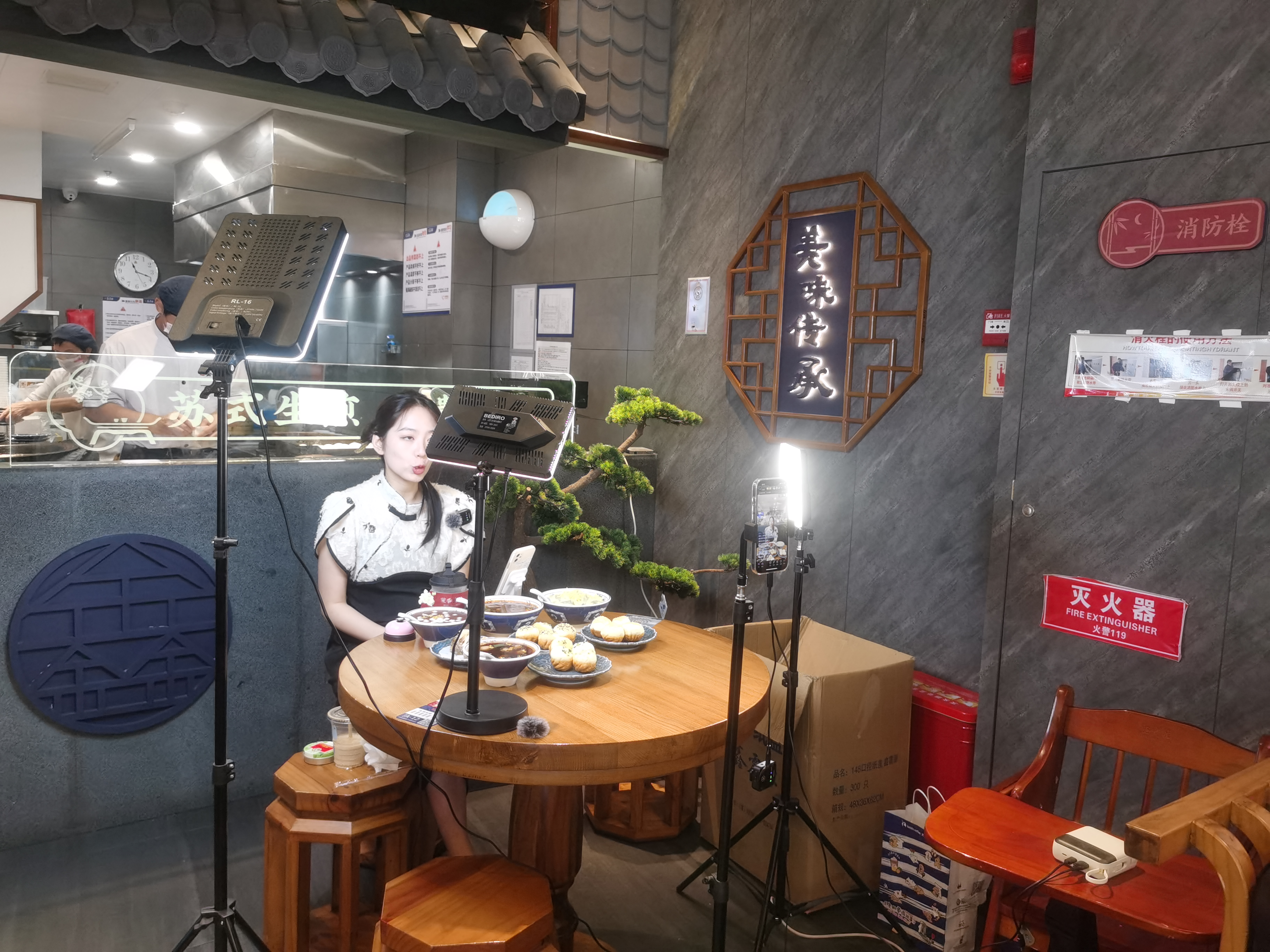
一名抖音主播在某餐厅介绍生煎馒头，并向观众提供商品券购买链接

2016年9月20日，抖音正式上线。最初采用了扁平化风格。2017年9月2日，据抖音产品负责人王晓蔚表示，“85%的抖音用户在24岁以下，主力达人和用户基本都是95后，甚至00后，截至2018年10月，该应用程序已被150多个国家的超过8亿全球用户下载。”2017年12月22日，抖音透过新上线的“尬舞机”功能成為中国App Store免费榜第一名，并且排於中国App Store单日下载量榜首16天，仅次于王者荣耀18天的最好成绩。
2018年1月25日，抖音上线“看见音乐计划”，挖掘並扶持中国的原创、独立音乐人。3月19日，抖音确定新标语“记录美好生活”。4月，在抖音系统升级、平台整改期间，抖音暂时取消水印。新浪科技报道，取消水印的原因，是所有上传到抖音的视频无论是否通过审核，均会被打上水印并能下载到本地。这导致一些未通过平台审核的问题视频，经上传者自行下载后通过其他渠道传播，从而引发媒体和网友的困惑与误会，甚至一些人利用恶意传播违规和不良内容。4月13日，抖音官方宣布恢復评论功能。
2020年1月8日，字节跳动公司旗下火山小视频和抖音正式宣布品牌整合升级，原火山小视频更名为抖音火山版。2020年9月15日，抖音舉辦2020抖音創作者大會。
2021年6月21日，抖音网页版上线。
2022年1月，抖音Windows版上线。3月，抖音直播发布《关于抖音直播严肃整治不良直播PK内容的公告》，宣佈平台禁止未成年人消费。9月，抖音Mac版上线。
2023年2月7日，就抖音“3月1日将上线全国外卖服务”的传闻，抖音生活服务相关负责人回应称，“团购配送”项目目前仍在北京、上海、成都试点当中，近期已开放上述三城的商家自助入驻。后续将视试点情况，考虑逐步拓展试点城市，目前无具体时间表。

### 廣告贊助
自抖音独家赞助綜藝節目《中国有嘻哈》之后，抖音的市场份额出现了上升。据2018年1月艾瑞咨询所发布的《中国短视频行业研究报告》中的数据，抖音的用户数量在今日头条内部依旧只能排在第三的位置。两个月后，抖音的用户数量出现大幅度攀升。由于抖音具备爆款应用的所有特性，同时去中心化、年轻化也让他们脱颖而出，因而深受年轻人的喜爱。

### 市場競爭
據新浪科技報道稱，腾讯微视为了反击抖音，更是拿出30亿人民币补贴其达人账号，还增加音乐短视频类的其他功能。

## 特色
與視頻網站有選單自選節目不同，抖音使用演算法學習用戶行為，進行自動內容推送，不過用戶登入之後，也可以依據自己的喜好搜尋相關感興趣的影音頻道訂閱。同樣地也可以在上面分享生活並獲得收益，但由於中國大陸版本相對保守，要注意隱私與服裝儀容。另外簡中抖音的謠言與偽科學相對氾濫，因此也考驗著使用者自行判斷的識別能力，官方則是強調將不斷提升把關內容的正確性。

## 内容

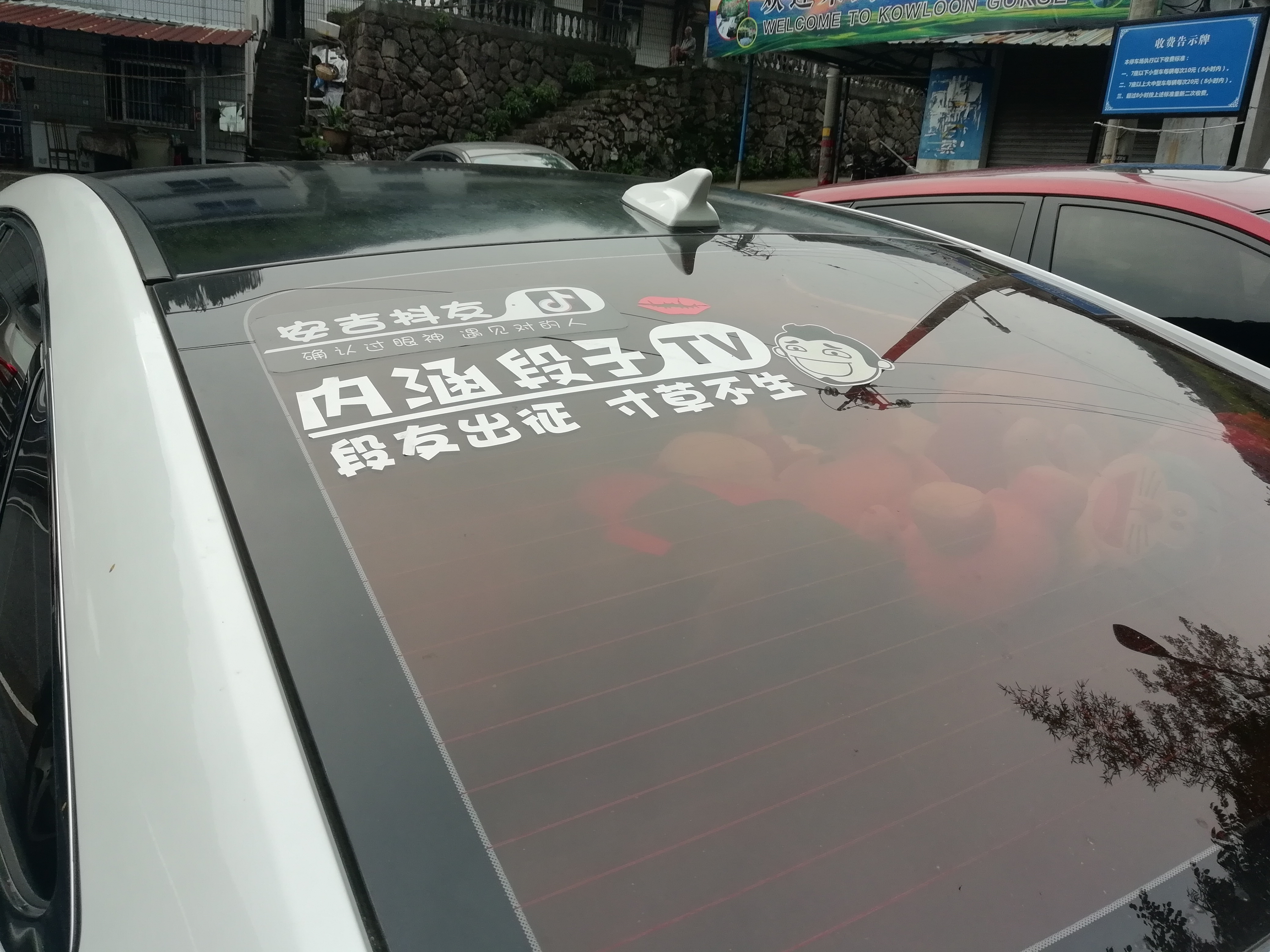
中国大陆一车主在车上粘贴的“内涵段子”与“抖友”的车贴，上有《醉赤壁》的歌词“确认过眼神，遇见对的人”。

也有許多网友将海底捞火锅、奶茶等的各种新鲜吃法上传到抖音平台，这些视频一经发布便开始在网上流传，尤其是抖音平台上网友介绍的CoCo都可“焦糖奶茶+青稞+布丁+少冰+无糖”配方，引来无数用户前来点同款，更出现了断货的情况；河南郑州一个不知名的奶茶品牌“答案”，经抖音平台推荐之后，前来购买该品牌奶茶的人排起了长龙，各地的商家也纷纷寻求加盟。而平台上推荐的一些有趣且实用的生活技巧、生活方式和生活用具都渐渐走红。
由于抖音一開始是以音乐为核心的短视频社交软件，所以很多歌曲因此而走红，例如《醉赤壁》（“确认过眼神，遇见对的人”）、《学猫叫》、《一百万个可能》等等。其中，《一百万个可能》是克丽丝叮在台湾出道时的作品，歌曲在2014年发布后随即受到台湾民众的喜爱，后于2018年8月左右因抖音在中国大陆再次爆红。此外，抖音也成为了造星平台，有许多抖音用户在发布视频后成为网红，例如“莉哥”杨凯莉、“多余和毛毛姐”（“好嗨哟”）、“黄袍加身哥”吉吉（“我信你个鬼，你这个糟老头子坏得很”）等。

## 文化影响
在中國大陸，過去一段時間裡，使用抖音的用户被称为“抖友”，曾有一些“抖友”在道路上駕車時鳴放車用喇叭，期待其他“抖友”同样鸣笛回应。然而“在禁止鳴放車用喇叭的区域或路段時鳴放喇叭”的“抖友”，如果被交通警察舉報，將會被以触犯《中华人民共和国道路交通安全法》的规定進行罰鍰之處罰。之後還有湖南省的“抖友”自發性地办起了“抖友大会”。